# 梅尔塔·阿德勒斯特罗勒
梅尔塔·阿德勒斯特罗勒（瑞典語：Märtha Adlerstråhle，1868年6月16日—1956年1月4日），瑞典女子网球运动员。她曾代表瑞典参加1908年夏季奥林匹克运动会网球比赛，获得女子室内单打铜牌。